# 장혁진 (축구 선수)
장혁진(張爀鎭, 1989년 12월 6일 ~ )은 대한민국의 축구 선수이며 포지션은 미드필더이다. 현재 K리그2 충북 청주 FC 소속이다.

## 클럽 경력
2010년 강릉시청에 입단하였다. 2011년 드래프트를 통해 강원 FC에 입단하였고 그 해 7월 친정 팀인 강릉시청으로 반 시즌 간 임대되었다. 강릉시청에서 13경기에 출전하여 5골을 기록하는 준수한 활약을 펼쳤고 시즌 종료 후 원 소속팀으로 복귀하였다.
2017시즌을 앞두고 안산 그리너스에 입단했다. 2017시즌 리그 13도움을 기록하면서 K리그2 도움상을 수상했다.
설기현 감독이 경남 FC에 부임 후 안산에서 경남으로 이적하였다.
2022 시즌 중 정충근과 맞트레이드를 통해 수원 FC로 이적하였다.

## 수상

### 클럽

#### 상주 상무
- K리그 챌린지
  - 우승 1회 : 2013

### 개인
- K리그 챌린지 도움상 (1) : 2017